# Archeomitologia
L'archeomitologia si riferisce allo studio dell'archeologia attraverso la disciplina della mitologia. Si tratta di un approccio sviluppato dalla studiosa Marija Gimbutas e applicato principalmente ai paesi dell'Europa orientale. Nel suo commento al The Oxford Handbook of the Archeology of Ritual and Religion, Tõnno Jonuks scriveva: "Nonostante si sottolinei l'importanza dell'archeologia e si utilizzino le sue fonti in misura maggiore rispetto a qualsiasi altra scuola nei paesi baltici, gli studi di archeomitologia sono ancora basati sul folklore e si ricorre all'archeologia solo in maniera scarna. La maggior parte del materiale archeologico che non poteva essere riconciliato con il folklore è stato tralasciato e molti fenomeni delle religioni passate non sono stati quindi discussi in quanto non paragonabili al folklore".